# Orias

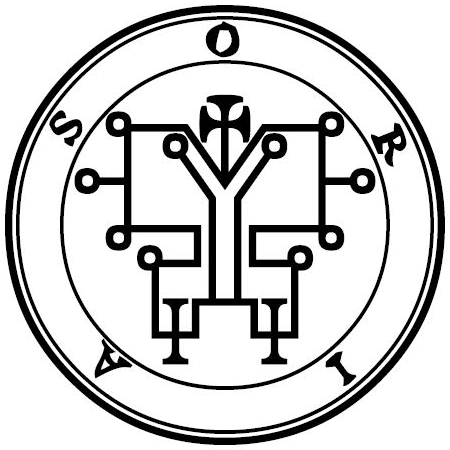
Sigil potrzebny do przywołania Oriasa

Orias – w tradycji okultystycznej, pięćdziesiąty dziewiąty duch Goecji. Znany również pod imionami Oriaks i Oriax. By go przywołać i podporządkować, potrzebna jest jego pieczęć, która według Goecji powinna być zrobiona ze srebra.
Jest wielkim markizem piekła. Rozporządza 30 legionami duchów. Uważany jest za demona astrologów i wróżbitów.
Zdradza tajemnice gwiazd i domów planetarnych oraz ich znaczenie (naucza astronomii i astrologii). Może nadać człowiekowi dowolny kształt. Rozdaje zaszczyty i tytuły, godzi przyjaciół i wrogów.
Wezwany ukazuje się pod postacią wściekłego lwa lub człowieka z twarzą tego zwierzęcia. Ujeżdża  potężnego i silnego konia z wężowym ogonem (być może taki ogon posiada sam demon). W swojej prawej dłoni dzierży dwa syczące węże, a według Dictionnaire Infernal w każdej ręce trzyma żmiję.